# Фаенца
Фаенца (на италиански: Faenza) е град и община в Северна Италия. Намира се в провинция Равена на регион Емилия-Романя. Градът има 58 797 жители, по приблизителна оценка от декември 2017 г.

## История
През римско време градът се казвал Фавенция (Faventia) и се намирал в Цизалпийска Галия.
През 82 пр.н.е. тук се състои битка между под-генерала на Сула Квинт Цецилий Метел Пий против Гней Папирий Карбон и Гай Норбан.

## Икономика
Отглеждат се лозя и се произвежда вино. Още през ренесанса градът става прочут с керамиката си, наречена фаянс (fayence), която там се казва майолика (идващо от Майорка).